# Czernichów (Łagów)
Czernichów (niem. Hartte Vorwerk) – przysiółek wsi Łagów w Polsce, położony w województwie lubuskim, w powiecie świebodzińskim, w gminie Łagów, nad jeziorem Czarnym. Do 1945 roku był to niemiecki folwark.
W latach 1975–1998 przysiółek należała administracyjnie do województwa zielonogórskiego.